# 最後の特攻隊
『最後の特攻隊』（さいごのとっこうたい）は、1970年10月29日に公開された日本の映画。東映が製作した戦争映画。監督は佐藤純彌、主演は高倉健。

## スタッフ
- 監督：佐藤純彌
- 脚本：直居欽哉
- 企画：俊藤浩滋、太田浩児
- 製作：大川博
- 撮影：飯村雅彦
- 音楽：津島利章
- 編集：長沢嘉樹

## 出演者
- 矢代幸次：高倉健
- 荒巻上整曹：若山富三郎
- 堂本少尉：梅宮辰夫
- 三島大尉：千葉真一
- 佐竹少尉：菅原文太
- 秋山二飛曹：渡瀬恒彦
- 杉田少尉：待田京介
- 立石大佐：大木実
- 西村少尉：伊吹吾郎
- 辺見中佐：小池朝雄
- 堂本上飛曹：山本麟一
- 矢代少将：見明凡太朗
- 杉浦中将：内田朝雄
- 菊地中佐：藤山浩二
- 吉川飛長：渡辺篤史
- 安田一整：佐藤晟也
- 宗方の母：荒木道子
- 矢代の母：三益愛子
- 吉川いね：笠置シヅ子
- 宗方の父：笠智衆
- 橘ますみ
- 賀川雪絵
- 瀬良明
- 片山滉
- 山岡徹也
- 室田日出男
- 北川恵一
- 滝島孝二
- 植田灯孝
- 永島岳
- 岡野耕作
- 沢田浩二
- 野口貴史
- 相馬剛三
- 河合絃司
- 日尾孝司
- 五野上力
- 木村修
- 清宮達夫
- 安田明純
- 高須準之助
- 菅原壮男
- 山科雄資
- 畑中猛重
- 山本緑
- 宗方志津子：藤純子
- 宗方大尉：鶴田浩二（特別出演）
- ナレーター：小松方正